# Bajram Severdžan
Bajram Severdžan est un acteur macédonien d'origine rom.

## Filmographie
- 1998 : Chat noir, chat blanc d'Emir Kusturica : Matko Destanov
- 2004 : Comment j'ai tué un saint de Teona Strugar Mitevska :
- 2012 : Treto poluvreme de Darko Mitrevski : Choro
- 2017 : On the Milky Road d'Emir Kusturica